# Sinaptogênese
Sinaptogênese é o processo de formação de sinapses entre os neurônios dos sistema nervoso central. Embora ele ocorra durante o decorrer da vida de um ser humano saudável, há esmagadora maioria do processo de sinaptogênese ocorre no início do desenvolvimento do sistema nervoso, ainda intra-útero, e também no início da vida, quando a criança está aprendendo a se relacionar com o mundo exterior.